# Anarchy Club
Anarchy Club è un duo Hard rock/Elettronico compostosi a Boston, Massachusetts, nel 2004. I membri della band sono: Keith Smith come cantante/chitarrista (ex-membro della band C60) ed Adam von Buhler (ex-membro degli Splashdown) addetto alle chitarre (è lui a suonare tutti gli assoli), ai bassi, alle percussioni e ad altri strumenti.

## Storia
I due amici Keith Smith ed Adam von Buhler formarono la band nell'inverno del 2004. Il loro album di debutto fu The Way and Its Power la cui traccia Behind the Mask riscosse un certo successo grazie alla sua presenza nel videogioco per PlayStation 2 Guitar Hero. Smith è stato un impiegato della Harmonix Music Systems fino al 2010 e l'ex collega di Buhler negli Splashdown, Kasson Crooker, era il suo direttore audio.
Il pezzo Collide, dall'album del 2007 A Single Drop of Red, è presente tra le tracce bonus di Guitar Hero II ed è stato nominato da GameSpy come una delle migliori cinque tra le ventiquattro tracce del videogioco. Il pezzo Blood Doll invece è tra le canzoni sbloccabili nel videogioco Rock Band prodotto da MTV/Harmonix (nella versione per PS2 i membri della band appaiono durante l'esecuzione del pezzo). Durante il periodo di Smith nei C60 la band ha ricevuto 6 Boston music awards (5 di essi in un solo anno) facendo da spalla a gruppi quali Kiss, Run DMC, Linkin Park, Rage Against the Machine ed altri. diverse loro canzoni sono inoltre apparse nelle serie tv Dawson's Creek e The Shield. Nel frattempo Buhler lavorò con gli Splashdown registrando un album di inediti prodotto da Glen Ballard e mentre erano sotto contratto con la Capitol Records effettuarono un tour negli Stati Uniti e prestarono alcuni loro pezzi a film (Titan A.E. e altri) e serie televisive (Streghe, Angel e molti altri).

## A Single Drop of Red (2007)
Gli Anarchy Club pubblicarono il loro secondo album "A Single Drop of Red" nel dicembre 2007. L'album è un Ep contenente il brano inedito "Collide" e 5 remix dei loro pezzi preferiti dall'album "The Way and its Power".

## The Art of War (2009)
La band pubblicò il suo terzo album nel mese di ottobre del 2009. La canzone "Get Clean" è presente nel videogioco Rock Band 2.

## Membri
- Keith Smith - chitarra e voce.
- Adam von Buhler - chitarra, basso, percussioni, tastiere e sintetizzatore.

## Discografia
| Data di pubblicazione | Titolo                | Casa discografica |
| --------------------- | --------------------- | ----------------- |
| 12 agosto 2005        | The Way and Its Power | Indipendente      |
| 20 dicembre 2007      | A Single Drop of Red  | Indipendente      |
| 24 ottobre 2009       | The Art of War        | Indipendente      |
| 30 giugno 2011        | Yin Against Yang      | Indipendente      |
| 1 marzo 2014          | Pulling Back the Veil | Indipendente      |